# Кленьо Павло Володимирович
Павло Володимирович Кленьо (біл. Павел Уладзіміравіч Кляньё, нар. 8 квітня 1999, Мінськ, Білорусь) — білоруський футболіст, півзахисник клубу «Торпедо-БелАЗ».

## Клубна кар'єра
Народився в Мінську, з 1-го класу почав займатися футболом у СДЮШОР-5. Після того як школа зіткнулася з фінансовими проблемами, вихованці потрапили під опіку футбольного клубу «Мінськ», де Павло виступав за юнацькі команди. На початку 2017 року заявлений за дубль «Мінська», але жодного разу за нього так і не грав, а в серпні того ж року приєднався до клубу Першої ліги «Німан-Агро» зі Стовбців. У складі «Німан-Агро» закріпився в основі, але не зумів врятувати команду від вильоту в Другу лігу.
У лютому 2018 року після перегляду підписав контракт з мінським «Торпедо». Сезон 2018 року розпочав у резервній команді «торпедівців». 13 травня 2018 року дебютував у Вищій лізі, вийшовши на заміну в кінці матчу проти БАТЕ (0:2). Надалі почав стабільно виступати в основній команді, здебільшого виходячи на заміну. У липні 2019 року через фінансові проблеми залишив команду.
У серпні 2019 року став гравцем «Гомеля», але грав у гомельському клубі лише за дублюючий склад, в основній же команді залишився на лаві запасних. У січні 2020 року, після закінчення терміну дії контракту, залишив «Гомель». Незабаром після цього поїхав на перегляд до жодинського «Торпедо-БелАЗу», але команді не прийшов, і в лютому приєднався до гомельського «Локомотива». Закріпився в основі «залізничників» та став одним із найкращих бомбардирів команди, протягом сезону відзначився 10-ма голами в Першій лізі.
У січні 2021 року відправився в жодинський «Торпедо-БелАЗ» і в лютому підписав з клубом 2-річний контракт.

## Кар'єра в збірній
8 червня 2019 року зіграв свій єдиний матч за молодіжну збірну Білорусі, коли вийшов на заміну у другому таймі поєдинку кваліфікації чемпіонату Європи проти Гібралтару (10:0) та відзначився хет-триком.

## Статистика виступів
| Сезон    | Дивізіон | Клуб         | Країна   | Матчі | Голи |
| -------- | -------- | ------------ | -------- | ----- | ---- |
| 2017 (1) | дубль    | «Мінськ»     | Білорусь | 0     | 0    |
| 2017 (2) | Д2       | «Німан-Агро» | Білорусь | 15    | 1    |
| 2018     | Д1       | «Торпедо»    | Білорусь | 17    | 2    |
| 2019 (1) | Д1       | «Торпедо»    | Білорусь | 12    | 1    |
| 2019 (2) | дубль    | «Гомель»     | Білорусь | 4     | 0    |
| 2020     | Д2       | «Локомотив»  | Білорусь | 21    | 10   |

## Громадянська позиція
Після жорстокого розгону акцій протесту, спричинених масовими фальсифікаціями президентських виборів 2020 року, побиттям і тортурами затриманих протестувальників, Павло та 92 інших білоруських футболісти засудили насильство в Білорусі.